# Coenosia rustica
Coenosia rustica är en tvåvingeart som först beskrevs av Albuquerque 1956.  Coenosia rustica ingår i släktet Coenosia och familjen husflugor. Inga underarter finns listade i Catalogue of Life.